# Piotr Frydrych
Piotr Frydrych (ur. w 1806 na Podlasiu, zm. 24 kwietnia 1879) – warszawski architekt i budowniczy.

## Życiorys
Piotr Frydrych był synem Jana i Apolonii z Wenelów. Ukończył szkołę wojewódzką w Lublinie, następnie Wydział Architektury Uniwersytetu Warszawskiego. Praktykował u Antonia Corazziego przy budowie Teatru Wielkiego w Warszawie, później, od 1832 roku pracował u Fryderyka Adolfa Schütza. Przez wiele lat pracował jako adiutant budowniczy w Komisji Robót Publicznych i Skarbu, awansując na stanowisko radcy budowniczego tejże komisji w 1845 roku.  

## Ważniejsze prace

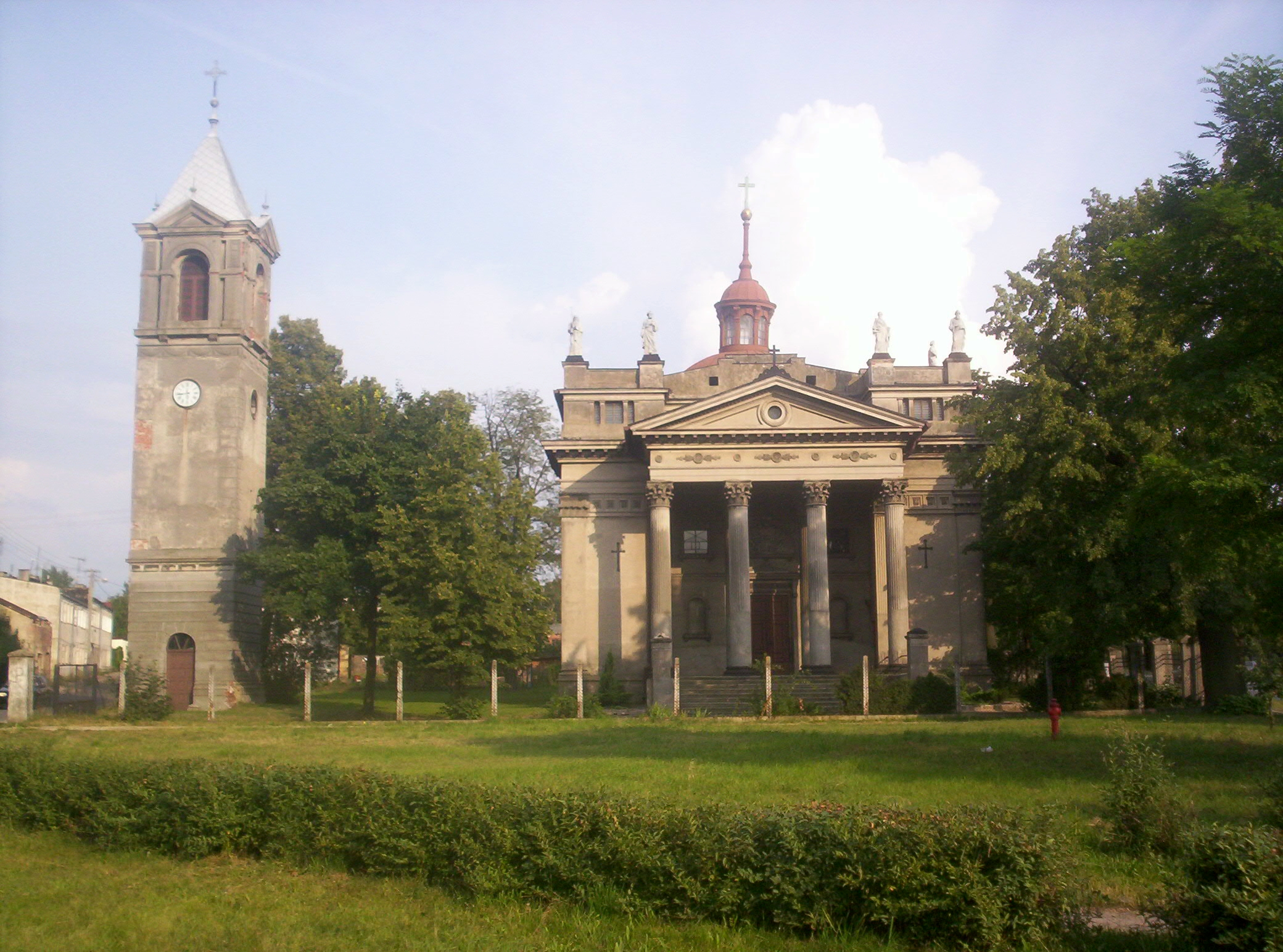
Kościół ewangelicki w Ozorkowie projektu Piotra Frydrycha

- Przebudowa pałacu dyrekcji Mennicy przy ul. Bielańskiej nr 607 (przy zbiegu z ul. Daniłowiczowską) (1840–1841), zburzonego później w związku z budową Banku Polskiego w tym miejscu;
- Dom Skarbowy przy ul. Leszno nr 734–5/5 na pomieszczenie loterii, a następnie Prokuratorii Generalnej;
- rzeźnia miejska na Solcu. Do budowy tej przygotowywał się przez parę lat: w 1849 odbył podróż po Niemczech, Belgii i Paryżu, aby obejrzeć tamtejsze wzorowe rzeźnie;
- kościół ewangelicki w Ozorkowie[1];
- Hotel Wiedeński na ul. Marszałkowskiej 102, róg ul. Widok w Warszawie (1845);
- budynek mieszkalny, późniejszy Hotel „Victoria” przy ul. Jasnej 26 w Warszawie (1852);
- projekt szpitala Dzieciątka Jezus, za który otrzymał dyplom honorowy na wystawie wiedeńskiej w 1873, został później honorowym budowniczym tego szpitala;
- Piotr Frydrych wydał również mapę generalną cesarstwa rosyjskiego.

## Życie prywatne
Piotr Frydrych ożenił się w 1833 roku z Karoliną Kamińską. Miał z nią dwie córki: Natalię i Kamilę Apolonię. Obie były żonami znanego malarza Wojciecha Gersona: po śmierci pierwszej żony (młodszej córki Frydrycha) Kamili w 1864 roku, Gerson ożenił się ze starszą córką, Natalią (w 1868 roku). Córką Wojciecha Gersona i Natalii była Maria Gerson-Dąbrowska.